# Дзанолетти, Костанца
Костанца Дзанолетти (итал. Costanza Zanoletti, 2 декабря 1980, Новара, Пьемонт) — итальянская скелетонистка, выступавшая за сборную Италии с 2002 по 2010 год. Участница двух зимних Олимпийских игр, многократная призёрша национального первенства.

## Биография
Костанца Дзанолетти родилась 2 декабря 1980 года в городе Новара, регион Пьемонт. Активно заниматься скелетоном начала в возрасте двадцати лет, в 2002 году прошла отбор в национальную сборную и стала принимать участие в крупнейших международных стартах, показывая довольно неплохие результаты. В частности, дебютировала на этапах Кубка Европы, приехав десятой на трассе немецкого Винтерберга. В январе следующего года впервые поучаствовала в заездах Кубка мира, на этапе в австрийском Иглсе была семнадцатой. На взрослом чемпионате мира 2003 года в японском Нагано финишировала пятнадцатой, и это лучшее её достижение на мировых первенствах. Следующие три года выступала примерно на том же уровне, регулярно попадала в десятку сильнейших на разных этапах. Благодаря череде удачных выступлений удостоилась права защищать честь страны на зимних Олимпийских играх 2006 года в Турине, где впоследствии пришла к финишу пятой.
Дальнейшая карьера Дзанолетти пошла на спад, например, на чемпионате мира 2007 года в швейцарском Санкт-Морице сумела добраться лишь до восемнадцатой позиции. В 2010 году ездила соревноваться на Олимпийские игры в Ванкувер, без проблем прошла квалификацию и планировала побороться здесь за медали, но в итоге вынуждена была довольствоваться пятнадцатой позицией. Поскольку конкуренция в сборной на тот момент резко возросла, вскоре Костанца Дзанолетти приняла решение завершить карьеру профессиональной спортсменки, уступив место молодым итальянским скелетонисткам.